# Seznam chráněných území v okrese Prešov
Toto je seznam chráněných území v okrese Prešov aktuální k roku 2017, ve kterém jsou uvedena chráněná území v oblasti okresu Prešov.
| Kód  | Obrázek                 | Typ | Název                    | Rozloha (ha) | Galerie Commons                                                            | Popis území | Souřadnice                       |
| ---- | ----------------------- | --- | ------------------------ | ------------ | -------------------------------------------------------------------------- | ----------- | -------------------------------- |
| 512  |                         | NPR | Čergovská javorina       | 10,7200      |                                                                            |             |                                  |
| 518  | Demjatské kopce         | PR  | Demjatské kopce          | 8,6817       | Kategorie „Demjatské kopce“ na Wikimedia Commons                           |             | 49°6′45″ s. š., 21°17′40″ v. d.  |
| 525  | Štola Jozef             | CHA | Dubnícke bane            | 6,0000       | Kategorie „Dubnícke bane“ na Wikimedia Commons                             |             | 48°54′20″ s. š., 21°27′36″ v. d. |
| 526  | Dubová hora             | PR  | Dubová hora              | 61,3400      | Kategorie „Prírodná rezervácia Dubová hora (Okružná)“ na Wikimedia Commons |             | 49°0′24″ s. š., 21°22′24″ v. d.  |
| 527  | Dunitová skalka         | PR  | Dunitová skalka          | 0,3507       | Kategorie „Dunitová skalka“ na Wikimedia Commons                           |             | 48°55′26″ s. š., 21°7′31″ v. d.  |
| 530  |                         | PR  | Fintické svahy           | 41,3300      |                                                                            |             |                                  |
| 535  | Gýmešský jarok          | NPR | Gýmešský jarok           | 20,6200      | Kategorie „Gýmešský jarok“ na Wikimedia Commons                            |             | 48°54′9″ s. š., 21°17′57″ v. d.  |
| 550  |                         | PP  | Hrabkovské zlepence      | 0,8719       |                                                                            |             |                                  |
| 580  | Lačnovský kaňon         | NPR | Kamenná Baba             | 127,5900     | Kategorie „Lačnovský kaňon“ na Wikimedia Commons                           |             | 49°3′36″ s. š., 20°55′43″ v. d.  |
| 581  | Kapušiansky hradný vrch | PR  | Kapušiansky hradný vrch  | 18,1000      | Kategorie „Kapušany castle Hill“ na Wikimedia Commons                      |             | 49°3′19″ s. š., 21°19′9″ v. d.   |
| 586  |                         | NPR | Kokošovská dubina        | 20,0000      |                                                                            |             |                                  |
| 1150 |                         | PP  | Komín                    | x            |                                                                            |             |                                  |
| 614  |                         | PR  | Mirkovská kosatcová lúka | 1,1394       |                                                                            |             |                                  |
| 644  | Podmorský zosuv         | PP  | Podmorský zosuv          | 0,5063       | Kategorie „Podmorský zosuv (Víťaz)“ na Wikimedia Commons                   |             | 48°57′40″ s. š., 20°57′32″ v. d. |
| 654  |                         | PR  | Pusté pole               | 6,2370       |                                                                            |             |                                  |
| 667  |                         | PR  | Salvátorské lúky         | 2,6765       |                                                                            |             |                                  |
| 689  | Šarišský hradný vrch    | NPR | Šarišský hradný vrch     | 145,7400     | Kategorie „Forest in the castle (Hrad Šariš)“ na Wikimedia Commons         |             | 49°3′8″ s. š., 21°10′34″ v. d.   |
| 690  | Šimonka                 | NPR | Šimonka                  | 33,5200      | Kategorie „Šimonka (vrch)“ na Wikimedia Commons                            |             | 48°56′40″ s. š., 21°28′6″ v. d.  |
| 865  |                         | PR  | Šindliar                 | 7,6900       |                                                                            |             |                                  |
| 717  | Zbojnícky zámok         | PR  | Zbojnícky zámok          | 8,0000       | Kategorie „Zbojnícky zámok“ na Wikimedia Commons                           |             | 48°58′29″ s. š., 21°20′44″ v. d. |